# Metro w Budapeszcie
Metro budapeszteńskie (węg. Budapesti metró) – system kolei podziemnej zlokalizowany w stolicy Węgier – Budapeszcie – otwarty w 1896 roku. Jest to najstarsza kolej podziemna w kontynentalnej części Europy.

## Struktura
Obecnie sieć metra składa się z czterech linii:
- pierwsza, żółta linia metra łączy Vörösmarty tér z Mexikói út (przebiega tylko przez Peszt);
- druga, czerwona linia łączy Örs vezér tere we wschodnim Peszcie z Déli pályaudvar (Dworzec Południowy) w Budzie;
- trzecia, niebieska linia łączy Kőbánya-Kispest z Újpest-Központ (jedynie po stronie peszteńskiej);
- czwarta, zielona linia łączy dworzec Keleti z dworcem Kelenföld (7,4 kilometra)

Punktem przecięcia tras trzech linii jest stacja Deák Ferenc tér, położona pod głównym placem Pesztu. Łączna długość szlaków wynosi 38,3 km, zaś ilość stacji – 52. Metro zarządzane jest przez Budapeszteńskie Przedsiębiorstwo Transportowe (Budapesti Közlekedési Részvénytársaság). Wszystkie linie metra łączą ze sobą najważniejsze punkty miasta. Stacje są położone odpowiednio przy: przystankach HÉV (linia M2), przy dworcach kolejowych oraz autobusowych.

## Linie metra
| Nazwa | Barwa     | Relacja                                    | Otwarcie      | Długość | Liczba stacji |
| ----- | --------- | ------------------------------------------ | ------------- | ------- | ------------- |
| M1    | żółta     | Vörösmarty tér ↔ Mexikói út                | 1896          | 4,2 km  | 11            |
| M2    | czerwona  | Déli pályaudvar ↔ Örs vezér tere           | 1970          | 10,3 km | 11            |
| M3    | niebieska | Újpest-Központ ↔ Kőbánya-Kispest           | 1976          | 16,4 km | 20            |
| M4    | zielona   | Keleti pályaudvar ↔ Kelenföld vasútállomás | 28 marca 2014 | 7,4 km  | 10            |

## Historia
Budowa pierwszej linii (M1) rozpoczęła się w 1894 roku – miała uświetnić przypadające dwa lata później obchody tysiąclecia państwa węgierskiego. Otwarcie pięciokilometrowego odcinka pomiędzy stacjami Vörösmarty tér (dawniej Gizella tér) i Széchenyi fürdő (dawniej Artézi fürdő) miało miejsce 2 maja 1896. W latach 1970–1973 linia została zmodernizowana: przebudowano stacje Vörösmarty tér i Deák Ferenc tér, odcinek wiodący przez Park Miejski (Városliget) został przebudowany na podziemny i wydłużony do stacji Mexikói út (także nowa zajezdnia).
Już w socjalistycznych Węgrzech wznowiono prace nad dwoma kolejnymi liniami metra. W roku 1950 zaczęła się budowa drugiej linii, jednak w latach 1954–1963 prace były wstrzymane. Pierwszy odcinek linii, poprowadzony częściowo na powierzchni, otwarto 4 kwietnia 1970. Połączył on Deák Ferenc tér z Örs vezér tere (koło drugiej wymienionej stacji umieszczono kolejną zajezdnię metra). Dwa lata później oddano do użytku ostatni, drugi odcinek, prowadzący do stacji Déli pályaudvar w Budzie. W latach 2004–2008 trwała etapowa modernizacja całej linii.
Budowa najdłuższej, trzeciej linii metra (M3) rozpoczęła się w 1970 roku. Jej pierwszy odcinek został otwarty 31 grudnia 1976 roku (Deák Ferenc tér – Nagyvárad tér), kolejne odcinki oddawano do użytku kolejno w latach: 1980 (do stacji Kőbánya-Kispest), 1981 (do Lehel tér, wówczas Élmunkás tér), 1984 (do Göncz         Árpád városközpont, wówczas Árpád híd) i 1990 (do Újpest-Központ). Linie M2 i M3 spaja łącznik, zlokalizowany między stacjami Deák Ferenc tér, Kossuth tér i Arany János utca.
W latach 80. i 90. XX wieku zostały zmienione ze względów praktycznych i ideologicznych nazwy niektórych stacji:
- November 7. tér – Oktogon
- Fehér út – Örs vezér tere
- Könyves Kálmán körút – Népliget
- Felszabadulás tér – Ferenciek tere
- Marx tér – Nyugati pályaudvar
- Élmunkás tér – Lehel tér.

28 marca 2014 roku otwarto linię M4 w Budapeszcie. Ma długość 7,4 km, i znajduje się na niej 10 stacji. Według szacunków ma z niej korzystać dziennie 421 tys. pasażerów. Koszt budowy pierwszego odcinka wyniósł 453 mld forintów (około 1,5 mld euro), z czego 0,6 mld euro pochodziło z grantów Unii Europejskiej.
Linię obsługuje 15 4-wagonowych składów Alstom Metropolis z Chorzowa.

## Galeria

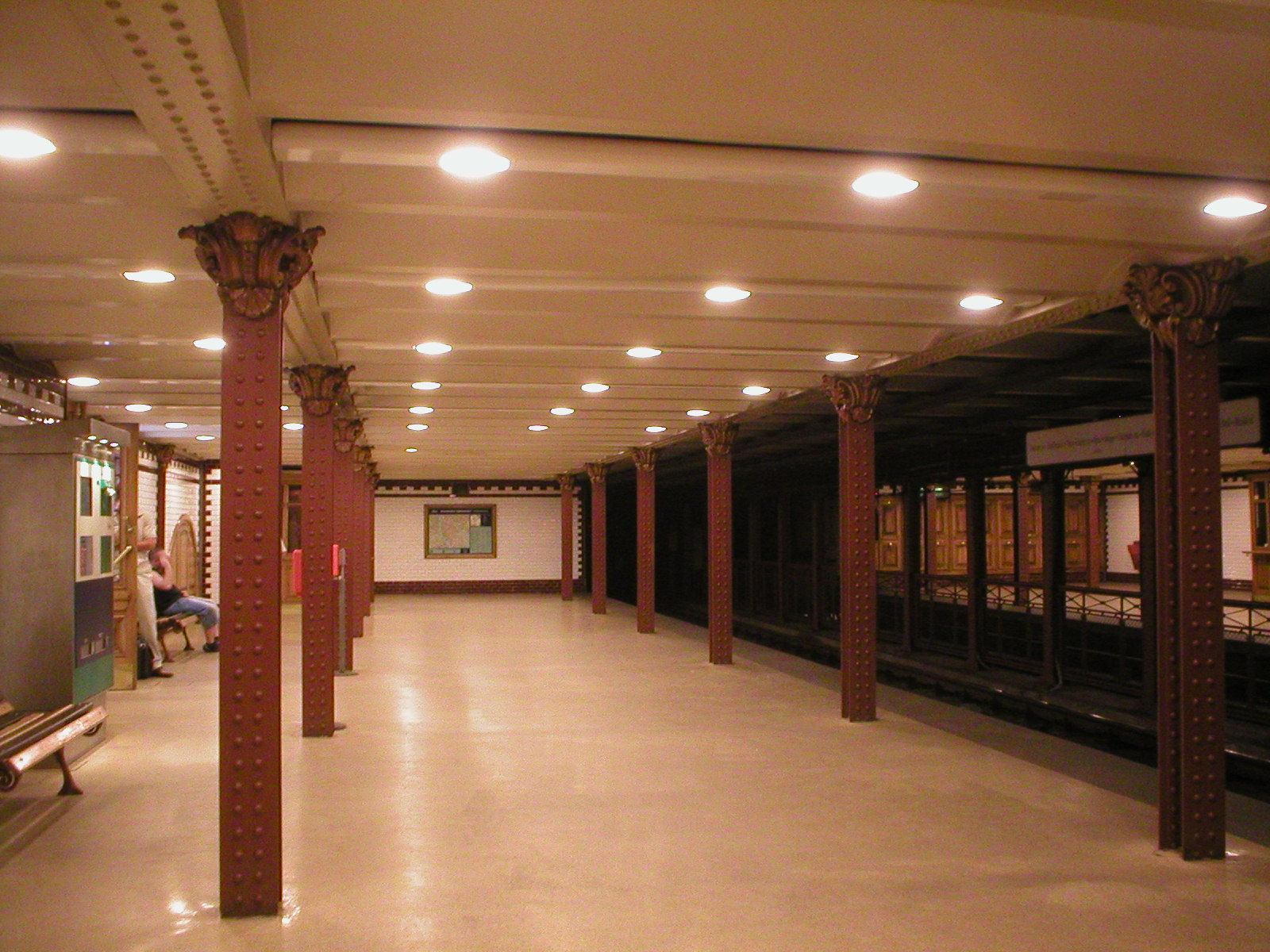
Stacja Opera na linii M1
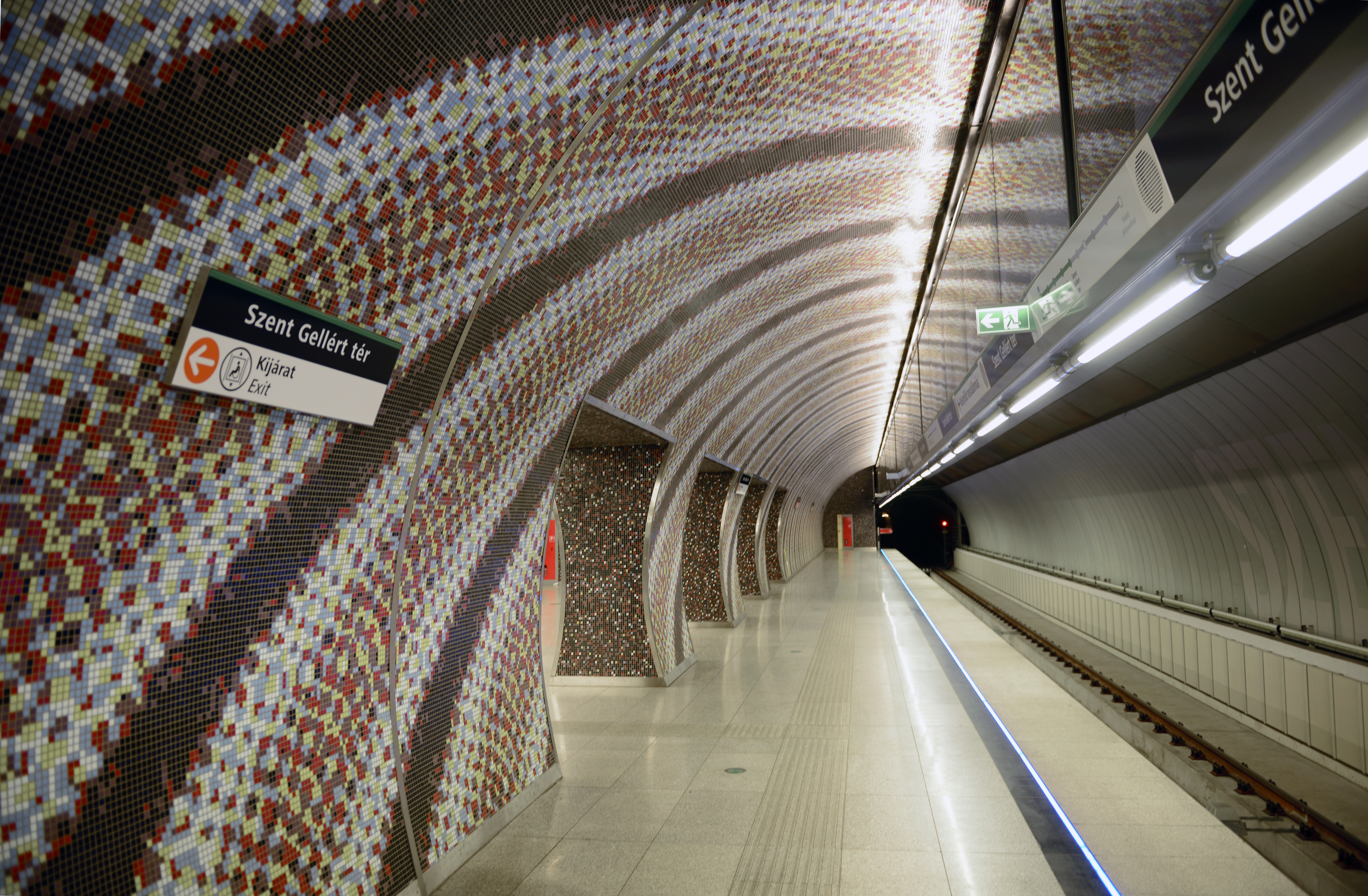
Stacja Szent Gellért tér
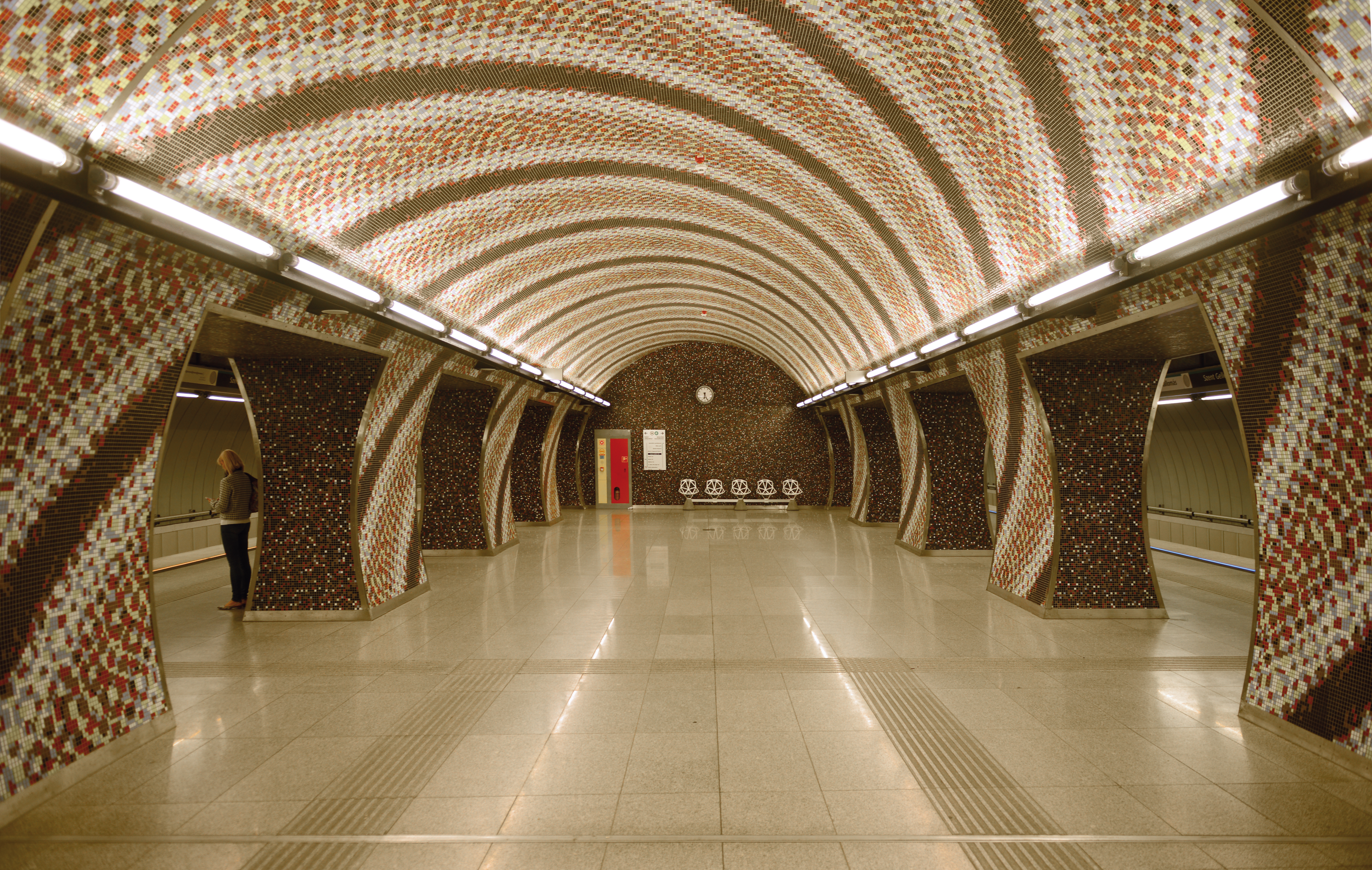
Stacja Keleti pályaudvar
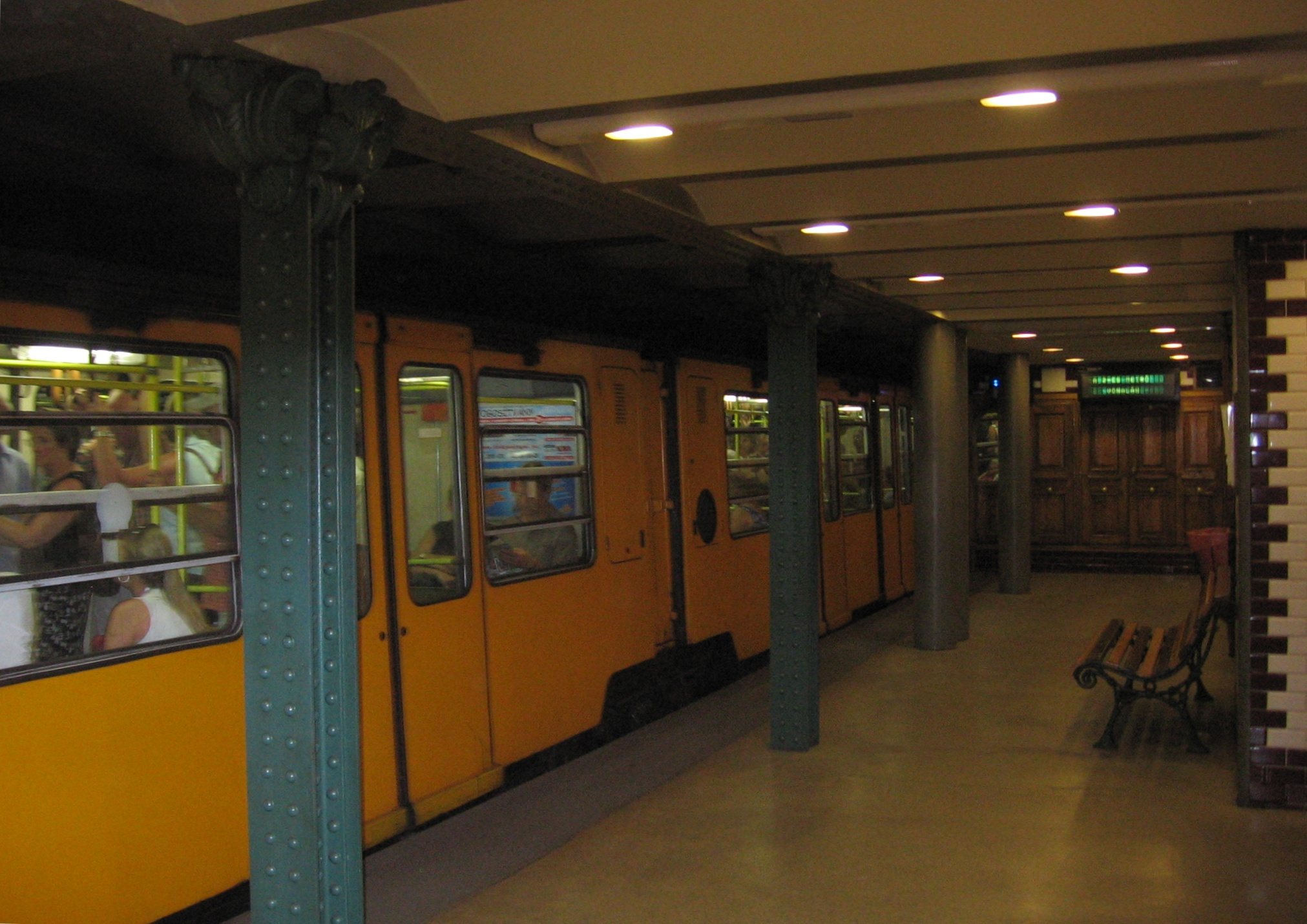
Stacja Vörösmarty utca na linii M1
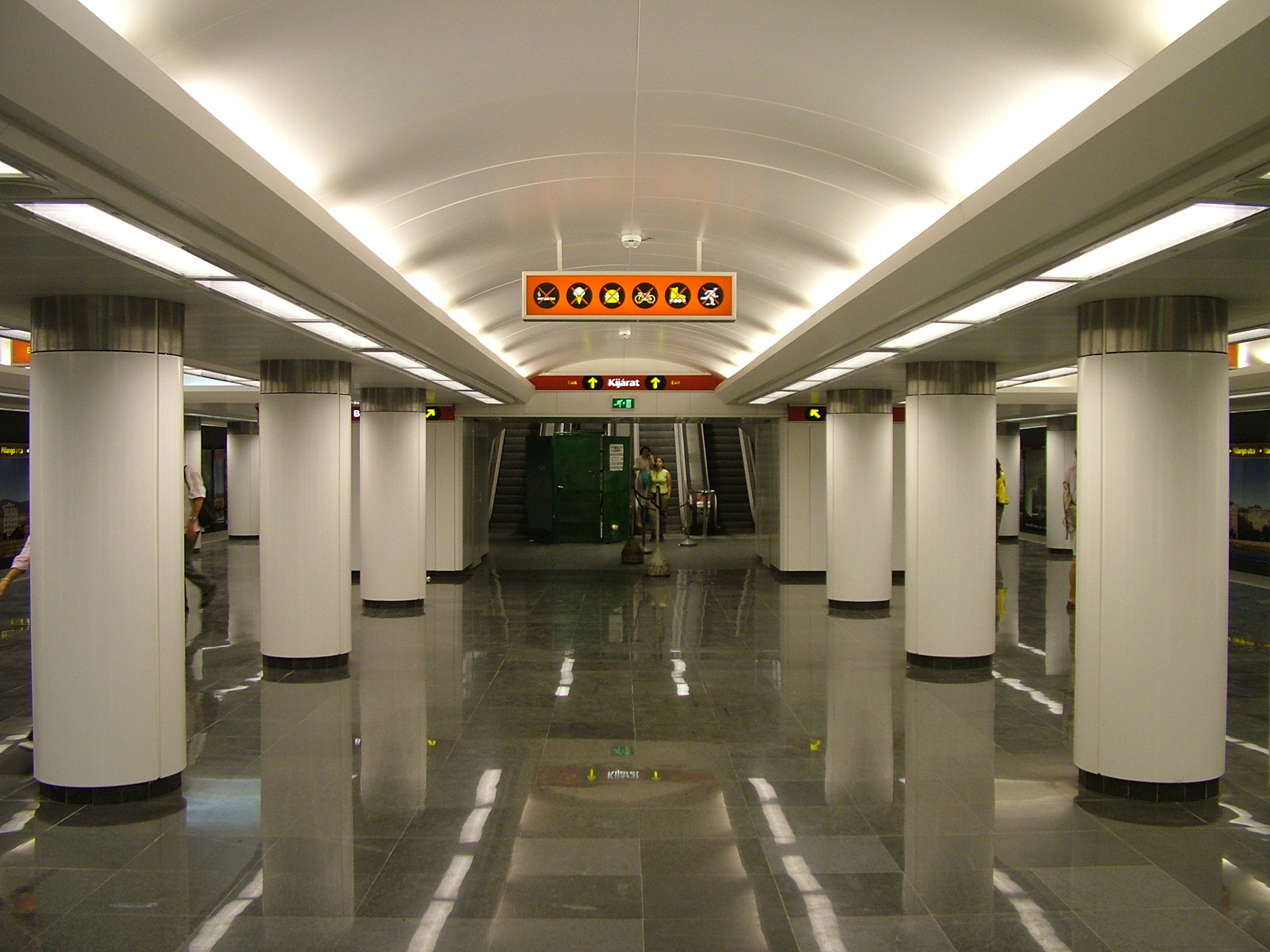
Stacja Batthyány tér
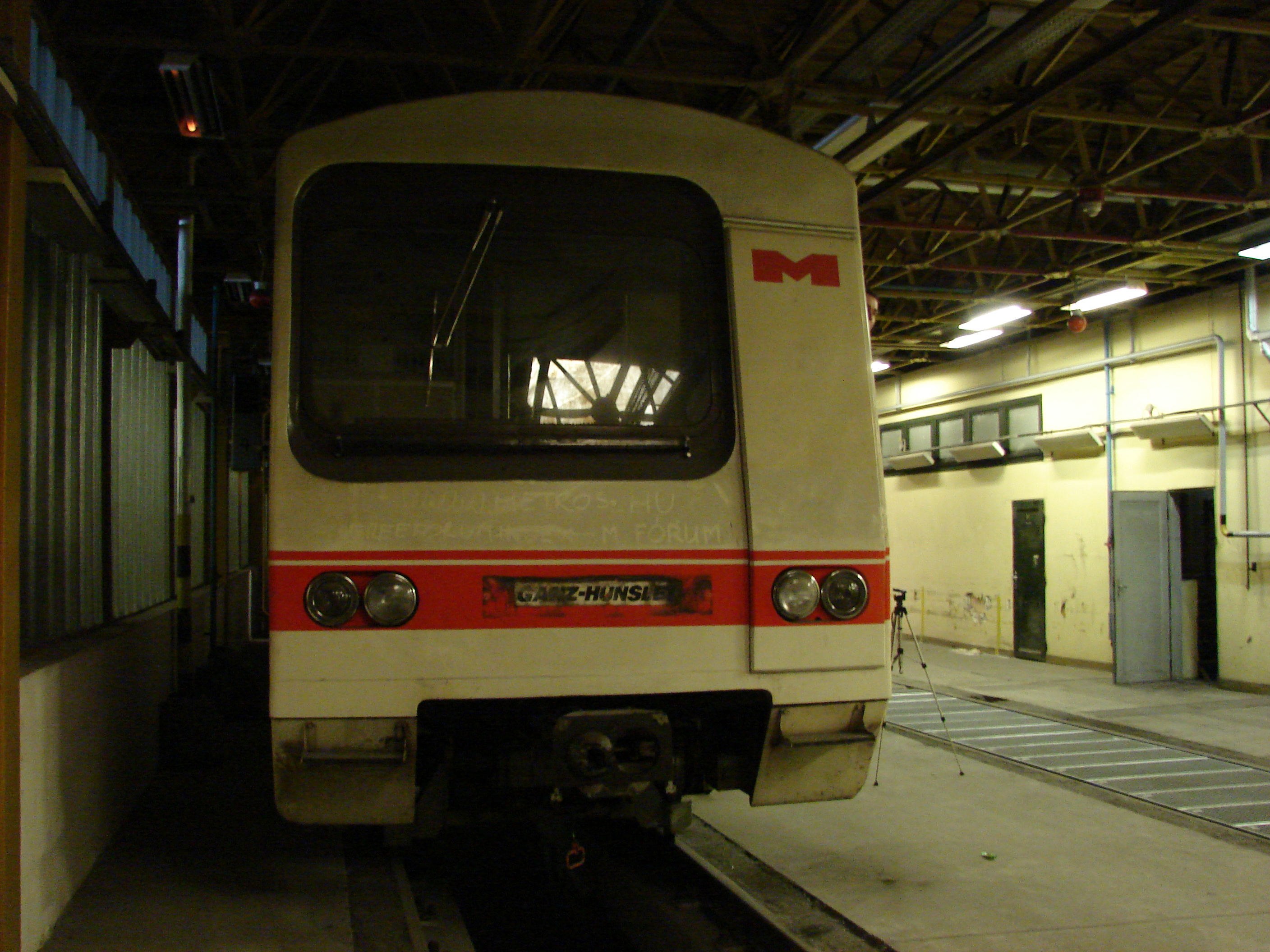
Węgierski pociąg Ganz-Hunslet G2